# Geri's Game
Geri's Game és un curt d'animació de 1997 de la factoria Pixar, guanyador del Premi de l'Acadèmia al Millor Curt Animat. El curt va ser escrit per Jan Pinkava i apareix com a obertura de la pel·lícula A Bugs' Life.

## Argument
La història ocorre en un parc buit durant la tardor. El personatge del títol, en Geri, és un ancià que juga als escacs contra si mateix. "Convertint-se", així, en cadascun dels jugadors en cada torn, passant-se a l'altre costat del tauler i, alternativament, posant-se i traient-se les ulleres. A mesura que el joc progressa, es crea l'efecte que hi ha dues persones jugant: el Geri sense ulleres i el Geri amb ulleres, que aquest últim sembla que està a punt de ser derrotat pel primer, ja que només li queda el seu rei. Així doncs, el Geri amb ulleres enganya el seu rival distraient-lo i girant el tauler, de manera que provoqui que el Geri sense ulleres és qui té només la peça del rei. Finalment, el Geri amb ulleres acaba guanyant i el Geri sense ulleres li acabarà lliurant allò que es disputaven mitjançant el joc - les seves dents postisses. La presa final li recorda a l'espectador que només hi ha un Geri.
|   | a | b | c | d | e | f | g | h |   |
| 8 | a8 negres rei · g8 negres torre · a7 negres peó · c7 negres peó · b6 negres peó · d6 negres cavall · a4 negres alfil · b4 negres alfil · f4 negres cavall · h4 negres torre · c3 negres peó · d3 negres peó · d2 negres peó · e2 negres peó · f2 negres peó · e1 negres dama · g1 blanques rei | a8 negres rei · g8 negres torre · a7 negres peó · c7 negres peó · b6 negres peó · d6 negres cavall · a4 negres alfil · b4 negres alfil · f4 negres cavall · h4 negres torre · c3 negres peó · d3 negres peó · d2 negres peó · e2 negres peó · f2 negres peó · e1 negres dama · g1 blanques rei | a8 negres rei · g8 negres torre · a7 negres peó · c7 negres peó · b6 negres peó · d6 negres cavall · a4 negres alfil · b4 negres alfil · f4 negres cavall · h4 negres torre · c3 negres peó · d3 negres peó · d2 negres peó · e2 negres peó · f2 negres peó · e1 negres dama · g1 blanques rei | a8 negres rei · g8 negres torre · a7 negres peó · c7 negres peó · b6 negres peó · d6 negres cavall · a4 negres alfil · b4 negres alfil · f4 negres cavall · h4 negres torre · c3 negres peó · d3 negres peó · d2 negres peó · e2 negres peó · f2 negres peó · e1 negres dama · g1 blanques rei | a8 negres rei · g8 negres torre · a7 negres peó · c7 negres peó · b6 negres peó · d6 negres cavall · a4 negres alfil · b4 negres alfil · f4 negres cavall · h4 negres torre · c3 negres peó · d3 negres peó · d2 negres peó · e2 negres peó · f2 negres peó · e1 negres dama · g1 blanques rei | a8 negres rei · g8 negres torre · a7 negres peó · c7 negres peó · b6 negres peó · d6 negres cavall · a4 negres alfil · b4 negres alfil · f4 negres cavall · h4 negres torre · c3 negres peó · d3 negres peó · d2 negres peó · e2 negres peó · f2 negres peó · e1 negres dama · g1 blanques rei | a8 negres rei · g8 negres torre · a7 negres peó · c7 negres peó · b6 negres peó · d6 negres cavall · a4 negres alfil · b4 negres alfil · f4 negres cavall · h4 negres torre · c3 negres peó · d3 negres peó · d2 negres peó · e2 negres peó · f2 negres peó · e1 negres dama · g1 blanques rei | a8 negres rei · g8 negres torre · a7 negres peó · c7 negres peó · b6 negres peó · d6 negres cavall · a4 negres alfil · b4 negres alfil · f4 negres cavall · h4 negres torre · c3 negres peó · d3 negres peó · d2 negres peó · e2 negres peó · f2 negres peó · e1 negres dama · g1 blanques rei | 8 |
| 7 | a8 negres rei · g8 negres torre · a7 negres peó · c7 negres peó · b6 negres peó · d6 negres cavall · a4 negres alfil · b4 negres alfil · f4 negres cavall · h4 negres torre · c3 negres peó · d3 negres peó · d2 negres peó · e2 negres peó · f2 negres peó · e1 negres dama · g1 blanques rei | a8 negres rei · g8 negres torre · a7 negres peó · c7 negres peó · b6 negres peó · d6 negres cavall · a4 negres alfil · b4 negres alfil · f4 negres cavall · h4 negres torre · c3 negres peó · d3 negres peó · d2 negres peó · e2 negres peó · f2 negres peó · e1 negres dama · g1 blanques rei | a8 negres rei · g8 negres torre · a7 negres peó · c7 negres peó · b6 negres peó · d6 negres cavall · a4 negres alfil · b4 negres alfil · f4 negres cavall · h4 negres torre · c3 negres peó · d3 negres peó · d2 negres peó · e2 negres peó · f2 negres peó · e1 negres dama · g1 blanques rei | a8 negres rei · g8 negres torre · a7 negres peó · c7 negres peó · b6 negres peó · d6 negres cavall · a4 negres alfil · b4 negres alfil · f4 negres cavall · h4 negres torre · c3 negres peó · d3 negres peó · d2 negres peó · e2 negres peó · f2 negres peó · e1 negres dama · g1 blanques rei | a8 negres rei · g8 negres torre · a7 negres peó · c7 negres peó · b6 negres peó · d6 negres cavall · a4 negres alfil · b4 negres alfil · f4 negres cavall · h4 negres torre · c3 negres peó · d3 negres peó · d2 negres peó · e2 negres peó · f2 negres peó · e1 negres dama · g1 blanques rei | a8 negres rei · g8 negres torre · a7 negres peó · c7 negres peó · b6 negres peó · d6 negres cavall · a4 negres alfil · b4 negres alfil · f4 negres cavall · h4 negres torre · c3 negres peó · d3 negres peó · d2 negres peó · e2 negres peó · f2 negres peó · e1 negres dama · g1 blanques rei | a8 negres rei · g8 negres torre · a7 negres peó · c7 negres peó · b6 negres peó · d6 negres cavall · a4 negres alfil · b4 negres alfil · f4 negres cavall · h4 negres torre · c3 negres peó · d3 negres peó · d2 negres peó · e2 negres peó · f2 negres peó · e1 negres dama · g1 blanques rei | a8 negres rei · g8 negres torre · a7 negres peó · c7 negres peó · b6 negres peó · d6 negres cavall · a4 negres alfil · b4 negres alfil · f4 negres cavall · h4 negres torre · c3 negres peó · d3 negres peó · d2 negres peó · e2 negres peó · f2 negres peó · e1 negres dama · g1 blanques rei | 7 |
| 6 | a8 negres rei · g8 negres torre · a7 negres peó · c7 negres peó · b6 negres peó · d6 negres cavall · a4 negres alfil · b4 negres alfil · f4 negres cavall · h4 negres torre · c3 negres peó · d3 negres peó · d2 negres peó · e2 negres peó · f2 negres peó · e1 negres dama · g1 blanques rei | a8 negres rei · g8 negres torre · a7 negres peó · c7 negres peó · b6 negres peó · d6 negres cavall · a4 negres alfil · b4 negres alfil · f4 negres cavall · h4 negres torre · c3 negres peó · d3 negres peó · d2 negres peó · e2 negres peó · f2 negres peó · e1 negres dama · g1 blanques rei | a8 negres rei · g8 negres torre · a7 negres peó · c7 negres peó · b6 negres peó · d6 negres cavall · a4 negres alfil · b4 negres alfil · f4 negres cavall · h4 negres torre · c3 negres peó · d3 negres peó · d2 negres peó · e2 negres peó · f2 negres peó · e1 negres dama · g1 blanques rei | a8 negres rei · g8 negres torre · a7 negres peó · c7 negres peó · b6 negres peó · d6 negres cavall · a4 negres alfil · b4 negres alfil · f4 negres cavall · h4 negres torre · c3 negres peó · d3 negres peó · d2 negres peó · e2 negres peó · f2 negres peó · e1 negres dama · g1 blanques rei | a8 negres rei · g8 negres torre · a7 negres peó · c7 negres peó · b6 negres peó · d6 negres cavall · a4 negres alfil · b4 negres alfil · f4 negres cavall · h4 negres torre · c3 negres peó · d3 negres peó · d2 negres peó · e2 negres peó · f2 negres peó · e1 negres dama · g1 blanques rei | a8 negres rei · g8 negres torre · a7 negres peó · c7 negres peó · b6 negres peó · d6 negres cavall · a4 negres alfil · b4 negres alfil · f4 negres cavall · h4 negres torre · c3 negres peó · d3 negres peó · d2 negres peó · e2 negres peó · f2 negres peó · e1 negres dama · g1 blanques rei | a8 negres rei · g8 negres torre · a7 negres peó · c7 negres peó · b6 negres peó · d6 negres cavall · a4 negres alfil · b4 negres alfil · f4 negres cavall · h4 negres torre · c3 negres peó · d3 negres peó · d2 negres peó · e2 negres peó · f2 negres peó · e1 negres dama · g1 blanques rei | a8 negres rei · g8 negres torre · a7 negres peó · c7 negres peó · b6 negres peó · d6 negres cavall · a4 negres alfil · b4 negres alfil · f4 negres cavall · h4 negres torre · c3 negres peó · d3 negres peó · d2 negres peó · e2 negres peó · f2 negres peó · e1 negres dama · g1 blanques rei | 6 |
| 5 | a8 negres rei · g8 negres torre · a7 negres peó · c7 negres peó · b6 negres peó · d6 negres cavall · a4 negres alfil · b4 negres alfil · f4 negres cavall · h4 negres torre · c3 negres peó · d3 negres peó · d2 negres peó · e2 negres peó · f2 negres peó · e1 negres dama · g1 blanques rei | a8 negres rei · g8 negres torre · a7 negres peó · c7 negres peó · b6 negres peó · d6 negres cavall · a4 negres alfil · b4 negres alfil · f4 negres cavall · h4 negres torre · c3 negres peó · d3 negres peó · d2 negres peó · e2 negres peó · f2 negres peó · e1 negres dama · g1 blanques rei | a8 negres rei · g8 negres torre · a7 negres peó · c7 negres peó · b6 negres peó · d6 negres cavall · a4 negres alfil · b4 negres alfil · f4 negres cavall · h4 negres torre · c3 negres peó · d3 negres peó · d2 negres peó · e2 negres peó · f2 negres peó · e1 negres dama · g1 blanques rei | a8 negres rei · g8 negres torre · a7 negres peó · c7 negres peó · b6 negres peó · d6 negres cavall · a4 negres alfil · b4 negres alfil · f4 negres cavall · h4 negres torre · c3 negres peó · d3 negres peó · d2 negres peó · e2 negres peó · f2 negres peó · e1 negres dama · g1 blanques rei | a8 negres rei · g8 negres torre · a7 negres peó · c7 negres peó · b6 negres peó · d6 negres cavall · a4 negres alfil · b4 negres alfil · f4 negres cavall · h4 negres torre · c3 negres peó · d3 negres peó · d2 negres peó · e2 negres peó · f2 negres peó · e1 negres dama · g1 blanques rei | a8 negres rei · g8 negres torre · a7 negres peó · c7 negres peó · b6 negres peó · d6 negres cavall · a4 negres alfil · b4 negres alfil · f4 negres cavall · h4 negres torre · c3 negres peó · d3 negres peó · d2 negres peó · e2 negres peó · f2 negres peó · e1 negres dama · g1 blanques rei | a8 negres rei · g8 negres torre · a7 negres peó · c7 negres peó · b6 negres peó · d6 negres cavall · a4 negres alfil · b4 negres alfil · f4 negres cavall · h4 negres torre · c3 negres peó · d3 negres peó · d2 negres peó · e2 negres peó · f2 negres peó · e1 negres dama · g1 blanques rei | a8 negres rei · g8 negres torre · a7 negres peó · c7 negres peó · b6 negres peó · d6 negres cavall · a4 negres alfil · b4 negres alfil · f4 negres cavall · h4 negres torre · c3 negres peó · d3 negres peó · d2 negres peó · e2 negres peó · f2 negres peó · e1 negres dama · g1 blanques rei | 5 |
| 4 | a8 negres rei · g8 negres torre · a7 negres peó · c7 negres peó · b6 negres peó · d6 negres cavall · a4 negres alfil · b4 negres alfil · f4 negres cavall · h4 negres torre · c3 negres peó · d3 negres peó · d2 negres peó · e2 negres peó · f2 negres peó · e1 negres dama · g1 blanques rei | a8 negres rei · g8 negres torre · a7 negres peó · c7 negres peó · b6 negres peó · d6 negres cavall · a4 negres alfil · b4 negres alfil · f4 negres cavall · h4 negres torre · c3 negres peó · d3 negres peó · d2 negres peó · e2 negres peó · f2 negres peó · e1 negres dama · g1 blanques rei | a8 negres rei · g8 negres torre · a7 negres peó · c7 negres peó · b6 negres peó · d6 negres cavall · a4 negres alfil · b4 negres alfil · f4 negres cavall · h4 negres torre · c3 negres peó · d3 negres peó · d2 negres peó · e2 negres peó · f2 negres peó · e1 negres dama · g1 blanques rei | a8 negres rei · g8 negres torre · a7 negres peó · c7 negres peó · b6 negres peó · d6 negres cavall · a4 negres alfil · b4 negres alfil · f4 negres cavall · h4 negres torre · c3 negres peó · d3 negres peó · d2 negres peó · e2 negres peó · f2 negres peó · e1 negres dama · g1 blanques rei | a8 negres rei · g8 negres torre · a7 negres peó · c7 negres peó · b6 negres peó · d6 negres cavall · a4 negres alfil · b4 negres alfil · f4 negres cavall · h4 negres torre · c3 negres peó · d3 negres peó · d2 negres peó · e2 negres peó · f2 negres peó · e1 negres dama · g1 blanques rei | a8 negres rei · g8 negres torre · a7 negres peó · c7 negres peó · b6 negres peó · d6 negres cavall · a4 negres alfil · b4 negres alfil · f4 negres cavall · h4 negres torre · c3 negres peó · d3 negres peó · d2 negres peó · e2 negres peó · f2 negres peó · e1 negres dama · g1 blanques rei | a8 negres rei · g8 negres torre · a7 negres peó · c7 negres peó · b6 negres peó · d6 negres cavall · a4 negres alfil · b4 negres alfil · f4 negres cavall · h4 negres torre · c3 negres peó · d3 negres peó · d2 negres peó · e2 negres peó · f2 negres peó · e1 negres dama · g1 blanques rei | a8 negres rei · g8 negres torre · a7 negres peó · c7 negres peó · b6 negres peó · d6 negres cavall · a4 negres alfil · b4 negres alfil · f4 negres cavall · h4 negres torre · c3 negres peó · d3 negres peó · d2 negres peó · e2 negres peó · f2 negres peó · e1 negres dama · g1 blanques rei | 4 |
| 3 | a8 negres rei · g8 negres torre · a7 negres peó · c7 negres peó · b6 negres peó · d6 negres cavall · a4 negres alfil · b4 negres alfil · f4 negres cavall · h4 negres torre · c3 negres peó · d3 negres peó · d2 negres peó · e2 negres peó · f2 negres peó · e1 negres dama · g1 blanques rei | a8 negres rei · g8 negres torre · a7 negres peó · c7 negres peó · b6 negres peó · d6 negres cavall · a4 negres alfil · b4 negres alfil · f4 negres cavall · h4 negres torre · c3 negres peó · d3 negres peó · d2 negres peó · e2 negres peó · f2 negres peó · e1 negres dama · g1 blanques rei | a8 negres rei · g8 negres torre · a7 negres peó · c7 negres peó · b6 negres peó · d6 negres cavall · a4 negres alfil · b4 negres alfil · f4 negres cavall · h4 negres torre · c3 negres peó · d3 negres peó · d2 negres peó · e2 negres peó · f2 negres peó · e1 negres dama · g1 blanques rei | a8 negres rei · g8 negres torre · a7 negres peó · c7 negres peó · b6 negres peó · d6 negres cavall · a4 negres alfil · b4 negres alfil · f4 negres cavall · h4 negres torre · c3 negres peó · d3 negres peó · d2 negres peó · e2 negres peó · f2 negres peó · e1 negres dama · g1 blanques rei | a8 negres rei · g8 negres torre · a7 negres peó · c7 negres peó · b6 negres peó · d6 negres cavall · a4 negres alfil · b4 negres alfil · f4 negres cavall · h4 negres torre · c3 negres peó · d3 negres peó · d2 negres peó · e2 negres peó · f2 negres peó · e1 negres dama · g1 blanques rei | a8 negres rei · g8 negres torre · a7 negres peó · c7 negres peó · b6 negres peó · d6 negres cavall · a4 negres alfil · b4 negres alfil · f4 negres cavall · h4 negres torre · c3 negres peó · d3 negres peó · d2 negres peó · e2 negres peó · f2 negres peó · e1 negres dama · g1 blanques rei | a8 negres rei · g8 negres torre · a7 negres peó · c7 negres peó · b6 negres peó · d6 negres cavall · a4 negres alfil · b4 negres alfil · f4 negres cavall · h4 negres torre · c3 negres peó · d3 negres peó · d2 negres peó · e2 negres peó · f2 negres peó · e1 negres dama · g1 blanques rei | a8 negres rei · g8 negres torre · a7 negres peó · c7 negres peó · b6 negres peó · d6 negres cavall · a4 negres alfil · b4 negres alfil · f4 negres cavall · h4 negres torre · c3 negres peó · d3 negres peó · d2 negres peó · e2 negres peó · f2 negres peó · e1 negres dama · g1 blanques rei | 3 |
| 2 | a8 negres rei · g8 negres torre · a7 negres peó · c7 negres peó · b6 negres peó · d6 negres cavall · a4 negres alfil · b4 negres alfil · f4 negres cavall · h4 negres torre · c3 negres peó · d3 negres peó · d2 negres peó · e2 negres peó · f2 negres peó · e1 negres dama · g1 blanques rei | a8 negres rei · g8 negres torre · a7 negres peó · c7 negres peó · b6 negres peó · d6 negres cavall · a4 negres alfil · b4 negres alfil · f4 negres cavall · h4 negres torre · c3 negres peó · d3 negres peó · d2 negres peó · e2 negres peó · f2 negres peó · e1 negres dama · g1 blanques rei | a8 negres rei · g8 negres torre · a7 negres peó · c7 negres peó · b6 negres peó · d6 negres cavall · a4 negres alfil · b4 negres alfil · f4 negres cavall · h4 negres torre · c3 negres peó · d3 negres peó · d2 negres peó · e2 negres peó · f2 negres peó · e1 negres dama · g1 blanques rei | a8 negres rei · g8 negres torre · a7 negres peó · c7 negres peó · b6 negres peó · d6 negres cavall · a4 negres alfil · b4 negres alfil · f4 negres cavall · h4 negres torre · c3 negres peó · d3 negres peó · d2 negres peó · e2 negres peó · f2 negres peó · e1 negres dama · g1 blanques rei | a8 negres rei · g8 negres torre · a7 negres peó · c7 negres peó · b6 negres peó · d6 negres cavall · a4 negres alfil · b4 negres alfil · f4 negres cavall · h4 negres torre · c3 negres peó · d3 negres peó · d2 negres peó · e2 negres peó · f2 negres peó · e1 negres dama · g1 blanques rei | a8 negres rei · g8 negres torre · a7 negres peó · c7 negres peó · b6 negres peó · d6 negres cavall · a4 negres alfil · b4 negres alfil · f4 negres cavall · h4 negres torre · c3 negres peó · d3 negres peó · d2 negres peó · e2 negres peó · f2 negres peó · e1 negres dama · g1 blanques rei | a8 negres rei · g8 negres torre · a7 negres peó · c7 negres peó · b6 negres peó · d6 negres cavall · a4 negres alfil · b4 negres alfil · f4 negres cavall · h4 negres torre · c3 negres peó · d3 negres peó · d2 negres peó · e2 negres peó · f2 negres peó · e1 negres dama · g1 blanques rei | a8 negres rei · g8 negres torre · a7 negres peó · c7 negres peó · b6 negres peó · d6 negres cavall · a4 negres alfil · b4 negres alfil · f4 negres cavall · h4 negres torre · c3 negres peó · d3 negres peó · d2 negres peó · e2 negres peó · f2 negres peó · e1 negres dama · g1 blanques rei | 2 |
| 1 | a8 negres rei · g8 negres torre · a7 negres peó · c7 negres peó · b6 negres peó · d6 negres cavall · a4 negres alfil · b4 negres alfil · f4 negres cavall · h4 negres torre · c3 negres peó · d3 negres peó · d2 negres peó · e2 negres peó · f2 negres peó · e1 negres dama · g1 blanques rei | a8 negres rei · g8 negres torre · a7 negres peó · c7 negres peó · b6 negres peó · d6 negres cavall · a4 negres alfil · b4 negres alfil · f4 negres cavall · h4 negres torre · c3 negres peó · d3 negres peó · d2 negres peó · e2 negres peó · f2 negres peó · e1 negres dama · g1 blanques rei | a8 negres rei · g8 negres torre · a7 negres peó · c7 negres peó · b6 negres peó · d6 negres cavall · a4 negres alfil · b4 negres alfil · f4 negres cavall · h4 negres torre · c3 negres peó · d3 negres peó · d2 negres peó · e2 negres peó · f2 negres peó · e1 negres dama · g1 blanques rei | a8 negres rei · g8 negres torre · a7 negres peó · c7 negres peó · b6 negres peó · d6 negres cavall · a4 negres alfil · b4 negres alfil · f4 negres cavall · h4 negres torre · c3 negres peó · d3 negres peó · d2 negres peó · e2 negres peó · f2 negres peó · e1 negres dama · g1 blanques rei | a8 negres rei · g8 negres torre · a7 negres peó · c7 negres peó · b6 negres peó · d6 negres cavall · a4 negres alfil · b4 negres alfil · f4 negres cavall · h4 negres torre · c3 negres peó · d3 negres peó · d2 negres peó · e2 negres peó · f2 negres peó · e1 negres dama · g1 blanques rei | a8 negres rei · g8 negres torre · a7 negres peó · c7 negres peó · b6 negres peó · d6 negres cavall · a4 negres alfil · b4 negres alfil · f4 negres cavall · h4 negres torre · c3 negres peó · d3 negres peó · d2 negres peó · e2 negres peó · f2 negres peó · e1 negres dama · g1 blanques rei | a8 negres rei · g8 negres torre · a7 negres peó · c7 negres peó · b6 negres peó · d6 negres cavall · a4 negres alfil · b4 negres alfil · f4 negres cavall · h4 negres torre · c3 negres peó · d3 negres peó · d2 negres peó · e2 negres peó · f2 negres peó · e1 negres dama · g1 blanques rei | a8 negres rei · g8 negres torre · a7 negres peó · c7 negres peó · b6 negres peó · d6 negres cavall · a4 negres alfil · b4 negres alfil · f4 negres cavall · h4 negres torre · c3 negres peó · d3 negres peó · d2 negres peó · e2 negres peó · f2 negres peó · e1 negres dama · g1 blanques rei | 1 |
|   | a | b | c | d | e | f | g | h |   |

## Anàlisi
Aquesta situació desenvolupa un conflicte de tipus intern, ja que l'oponent del protagonista és ell mateix, el motiu del conflicte és la partida mateixa d'escacs i l'objectiu principal és guanyar la dentadura. S'estructura en diverses parts; a la primera, el senyor organitza les fitxes en el joc d'escacs i inicia la partida; a la segona, es desenvolupa la partida amb una àgil descripció de les dues identitats del personatge; a la tercera, hi ha un gir a la història perquè el bo i innocent personatge fingeix un atac de cor, i, mentre l'altra part del personatge es preocupa per si li passa alguna cosa, aquest li dona la volta al tauler i es canvien els papers. Finalment, l'última part és quan aquest guanya la partida gràcies al fingiment i, per tant, guanya la dentadura.
Mitjançant les ulleres es pot identificar els dos personatges. Un d'ells és més tranquil i pacífic, mentre que l'altre és més agressiu, i està disposat a humiliar l'altre personatge mitjançant les seves jugades. Aquest últim es pot considerar el dolent de la història, ja que, a més, és qui juga amb les fitxes negres i al seu costat té arbres vermells. Amb contraposició a aquest personatge, l'altre protagonista constituiria el bo, que juga amb les fitxes blanques i que, a més, és qui està rodejat d'arbres blancs.

## Cameos
Geri va tenir després un cameo a Toy Story 2, representant al restaurador de joguines que s'encarrega de Woody. Un dels calaixos de la seva caixa d'eines conté les peces d'escacs que es veuen en el curt. La seva veu va ser interpretada per Jonathan Harris.

## Premis
- 1998-Premi de l'Acadèmia, EUA-Millor Curt Animat
- 1998-Festival d'Animació Anima Mundi-Millor Pel·lícula x2
- 1998-Festival Internacional Annecy de Pel·lícules Animades-Jan Pinkava
- 1998-Premis Annie-Assoliment Excel·lent en Curt Animat
- 1998-Festival de cinema de Florida-Millor Curt
- 1998-World Animation Celebration-Millor CGI 3D Professional, Jan Pinkava
- 1998-Festival Mundial de Films Animats de Zagreb-Favorit d'Internet

## Errors
Hi ha tres errors dins de la pel·lícula (que, pel que sembla, són errors deliberats del director).
- Quan Geri acaba el joc es veu tot des de dalt però no està la caixa que tira quan gira el tauler.
- El Geri "dolent" (negres) mou un alfil de manera il·legal, ja que aquest es mou dos quadrats horitzontalment per capturar un peó.
- En una escena es veu simultàniament el moviment de la mà del Geri sense ulleres i, de fons, el Geri amb ulleres.